# Pselaphostena praetoriana
Pselaphostena praetoriana is een keversoort uit de familie spartelkevers (Mordellidae). De wetenschappelijke naam van de soort is voor het eerst geldig gepubliceerd in 1951 door Franciscolo.